# Samrawit Mengsteab
Samrawit Mengsteab (* 15. April 1990) ist eine schwedische Langstreckenläuferin eritreischer Herkunft, die seit 2018 für Schweden an den Start geht.

## Sportliche Laufbahn
Erste internationale Erfahrungen sammelte Samrawit Mengsteab bei den 2010 erstmals ausgetragenen Olympischen Jugendspielen in Singapur, bei denen sie für Eritrea im 3000-Meter-Lauf in 9:33,53 min die Bronzemedaille gewann. Im Jahr darauf nahm sie über 1500 Meter an den Afrikaspielen in Maputo teil und erreichte dort nach 4:38,21 min Rang elf. Nach ihrem Nationenwechsel startete sie 2019 bei den Crosslauf-Europameisterschaften in Lissabon, bei denen sie in 27:43 min die Bronzemedaille im Einzelrennen hinter der Türkin Yasemin Can und Karoline Bjerkeli Grøvdal aus Norwegen gewann. 2021 startete sie bei den Halleneuropameisterschaften in Toruń im 3000-Meter-Lauf, verpasste dort aber mit 9:15,10 min den Finaleinzug. Im Dezember belegte sie bei den Crosslauf-Europameisterschaften in Dublin in 27:34 min den sechsten Platz und sicherte sich in der Teamwertung die Bronzemedaille hinter den Teams aus dem Vereinigten Königreich und Deutschland. Im Jahr darauf erreichte sie bei den Crosslauf-Europameisterschaften 2022 in Turin nach 27:27 min Rang sieben im Einzelrennen. Nach fast zwei vollen Jahren Wettkampfpause wurde sie bei den Crosslauf-Europameisterschaften 2024 in Antalya nach 27:00 min 27. im Einzelbewerb.
In den Jahren 2019, 2021 und 2022 wurde Megsteab schwedische Meisterin im 10.000-Meter-Lauf sowie 2022 auch über 5000 Meter. 2020 wurde sie Hallenmeisterin über 3000 Meter sowie 2021 im 1500-Meter-Lauf.

## Persönliche Bestleistungen
- 1500 Meter: 4:38,21 min, 15. September 2011 in Maputo
  - 1500 Meter (Halle): 4:18,45 min, 23. Februar 2020 in Växjö
- 3000 Meter: 9:11,65 min, 16. August 2019 in Göteborg
  - 3000 Meter (Halle): 9:06,66 min, 11. Februar 2021 in Göteborg
- 5000 Meter: 15:50,41 min, 25. August 2019 in Stockholm
- 10.000 Meter: 32:33,48 min, 4. Mai 2021 in Stockholm